# Società Anonima per la Strada Ferrata dell’Italia Centrale
Die Società Anonima per la Strada Ferrata dell’Italia Centrale (dt. Italienische Centralbahn) war eine Eisenbahngesellschaft, die 1852 gegründet wurde, um eine Verbindung zwischen dem Königreich Lombardo-Venetien und dem Großherzogtum Toskana zu bauen.
1851 wurde ein Vertrag zwischen dem Kaisertum Österreich, dem Herzogtum Parma, dem Kirchenstaat, dem Herzogtum Modena und dem Großherzogtum Toskana für den Bau dieser Strecke abgeschlossen.
Nach diesem Vertrag wurden folgende Strecken geplant:
- eine Strecke durch die Poebene, von Piacenza über Parma, Reggio nell’Emilia und Modena nach Bologna (heutige Bahnstrecke Milano–Bologna)
- eine Bergstrecke von Bologna über den Apennin nach Pistoia oder Prato (heutige Porrettanabahn)
- eine Zweigstrecke von Reggio nell’Emilia über Borgoforte nach der Festung Mantua (nie gebaut)

Die österreichische Regierung hätte zwei Verbindungen zum bestehenden lombardischen Bahnnetz gebaut: die Strecke Mailand–Piacenza über Lodi und eine Strecke durch Mantua.
Ziel des neu geplanten Netzes war die Verbindung vom Königreich Lombardo-Venetien an das Tyrrhenische Meer beim Toskana-Hafen Livorno.
Wegen finanzieller Probleme wurde die Gesellschaft 1856 aufgelöst und die Konzession an die neu gegründete lombardisch-venetianische und central-italienische Eisenbahn-Gesellschaft (LVCI) abgegeben.